# Hagsätra
Hagsätra est un quartier d'Enskede-Årsta-Vantör à Stockholm en Suède.

## Situation
Hagsätra est un quartier de Söderort bordé par les quartiers d'Älvsjö, Örby, Högdalen et Rågsved ainsi que le quartier de Stuvsta dans la commune d'Huddinge.
La partie située au sud-ouest de Huddingevägen s'appelle Ormkärr.

## Bâtiments
Hagsätra se compose de bâtiments de faible hauteur et à plusieurs étages. 
La zone a principalement été construite entre 1958 et 1967, Hack Kampmann a conçu les bâtiments avec des logements construits à proximité du centre d'Hagsätra.
De nouvelles constructions ont été ajoutées au cours des années 1990 et 2000, et le centre a également été rénové dans les années 1990. 
La plupart des maisons ont été récemment rénovées. 
À Hagsätra, c'est IKANO Fastighets AB qui possède la plupart des immeubles d'habitation situés dans le centre de Hagsätra. 
À Hagsätra, il y a à la fois des immeubles de location et des copropriétés, tandis qu'à Ormkärr les appartements sont presque exclusivement des copropriétés. 
La maison en briques rouges d'Ormkärr a été construite en 1959-1960 par HSB. 
L'architecte était Curt Strehlenert du bureau d'architecture de HSB.

## Transports
Hagsätra est un terminus de la ligne T19 du métro de Stockholm.
Elle a été mise en service le 1er décembre 1960, en même temps que l'inauguration du centre d'Hagsätra.

## Galerie

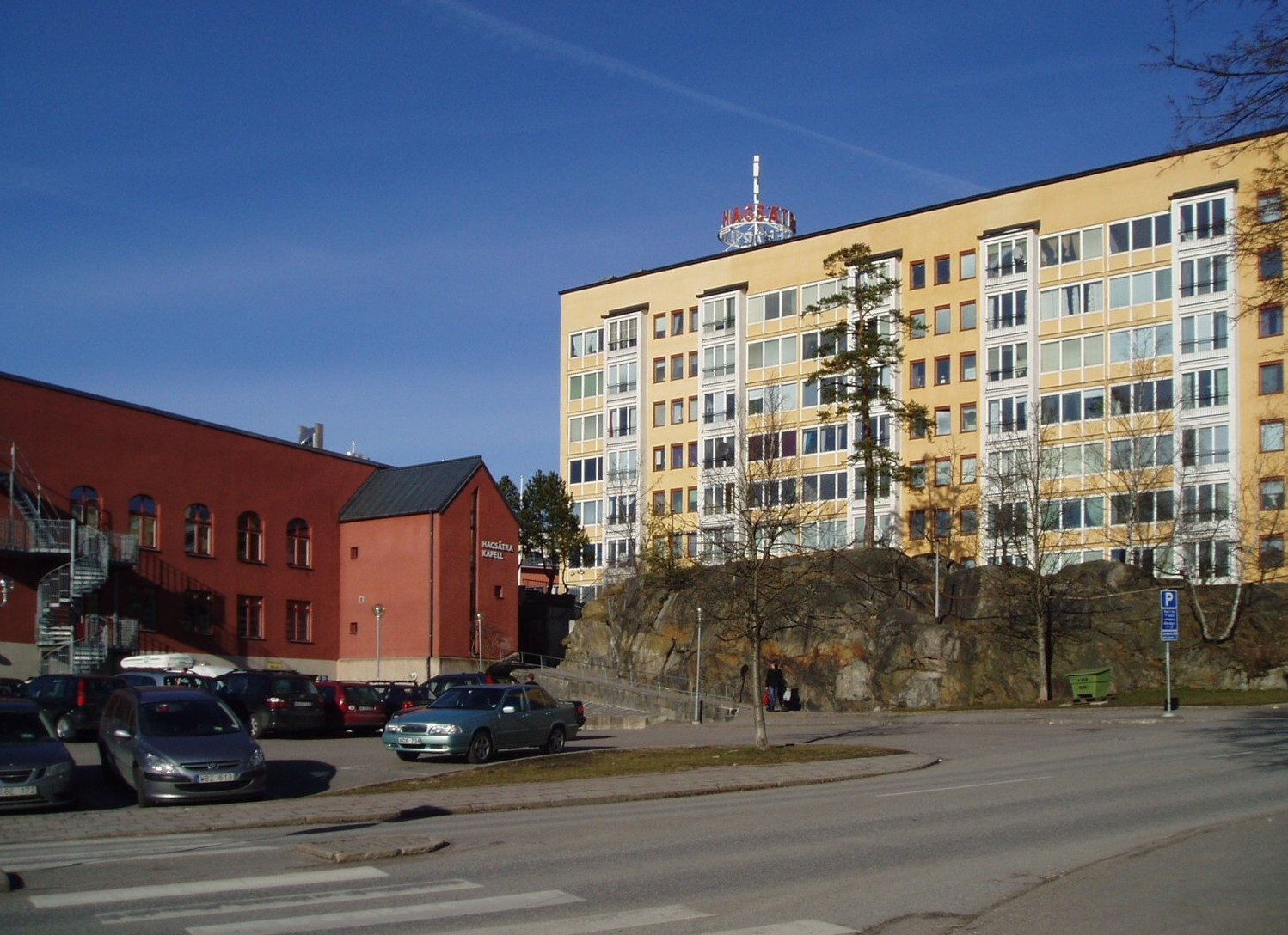
Centre d'Hagsätra.
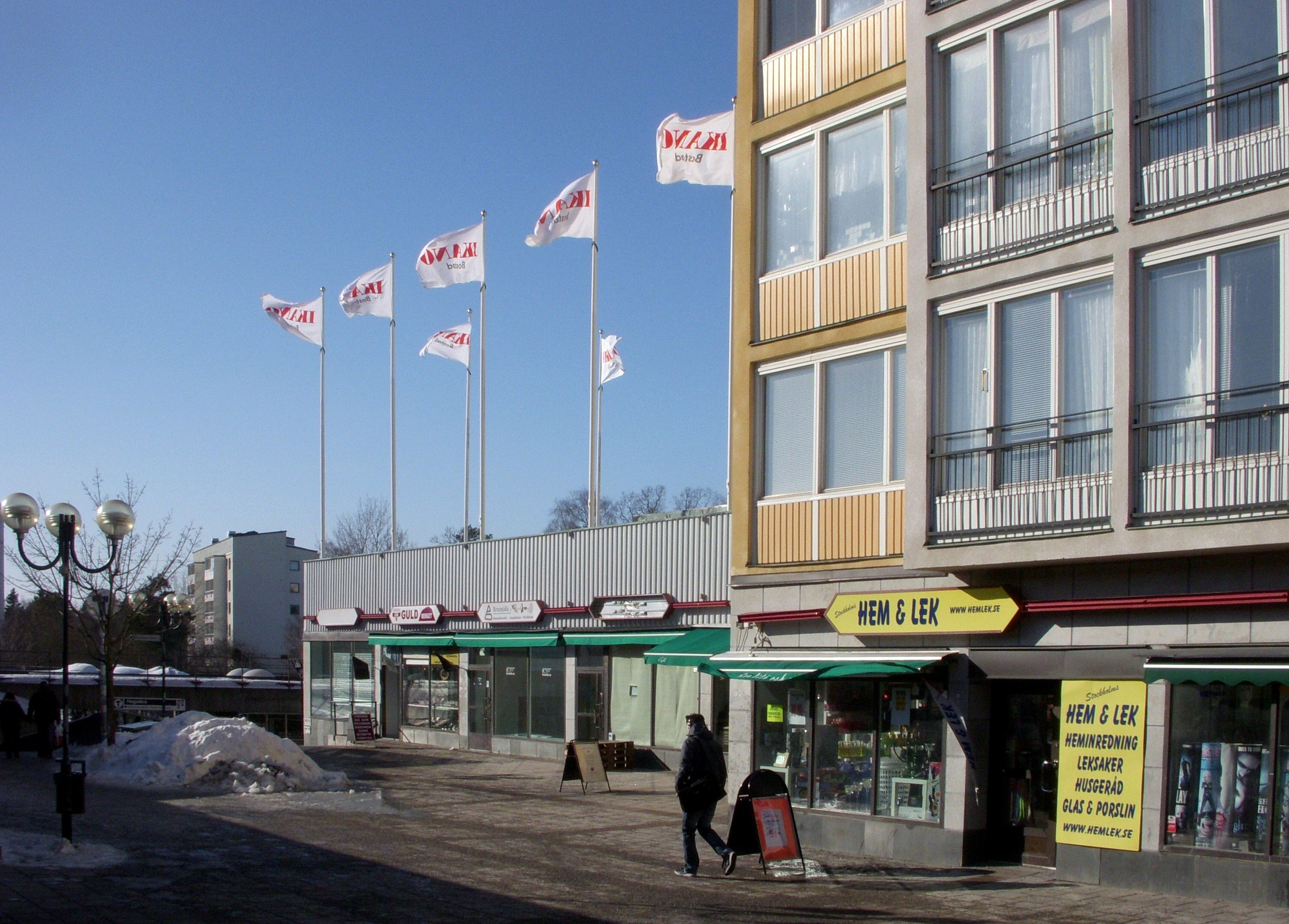
Centre d'Hagsätra.
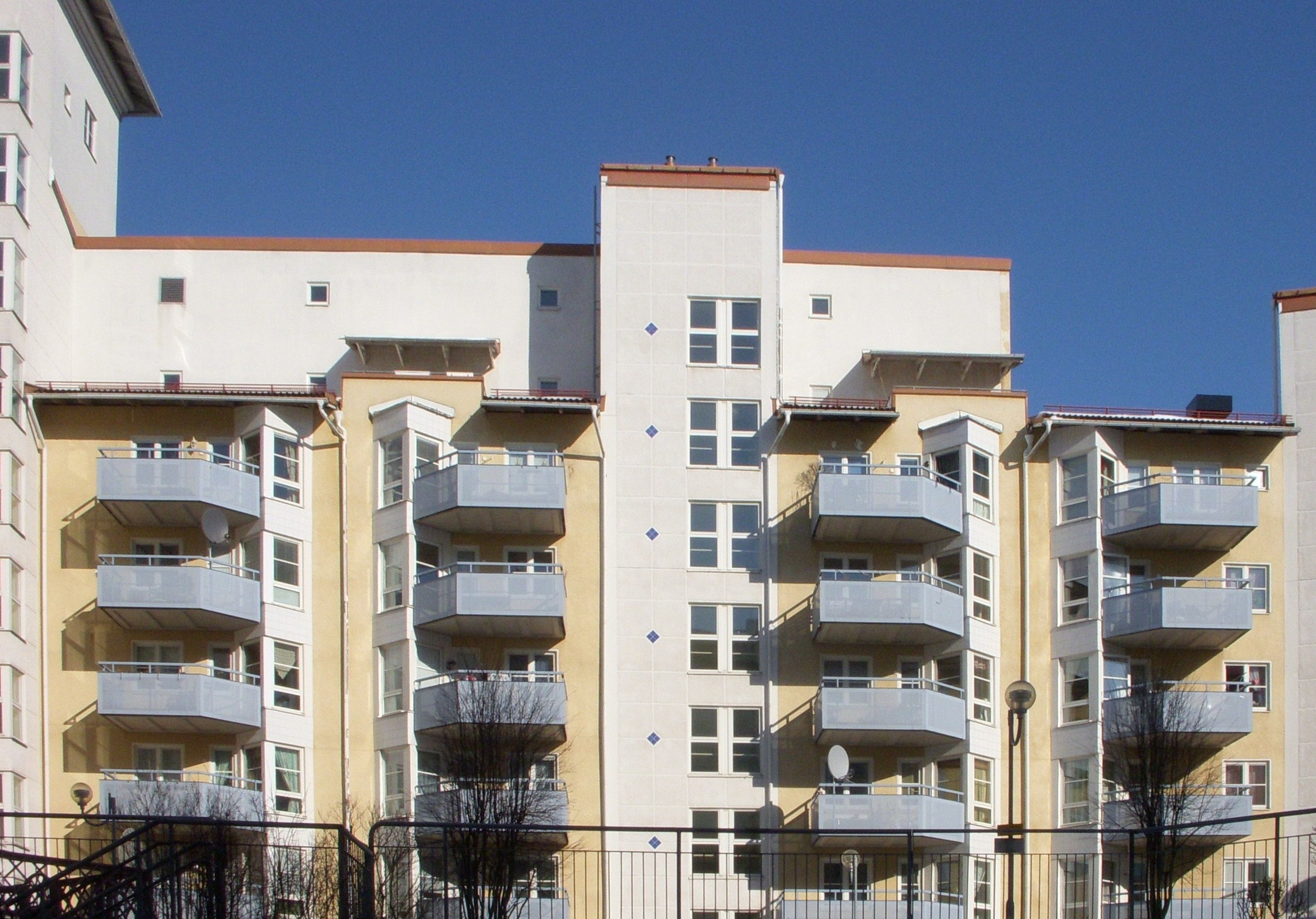
Bâtiment résidentiel.

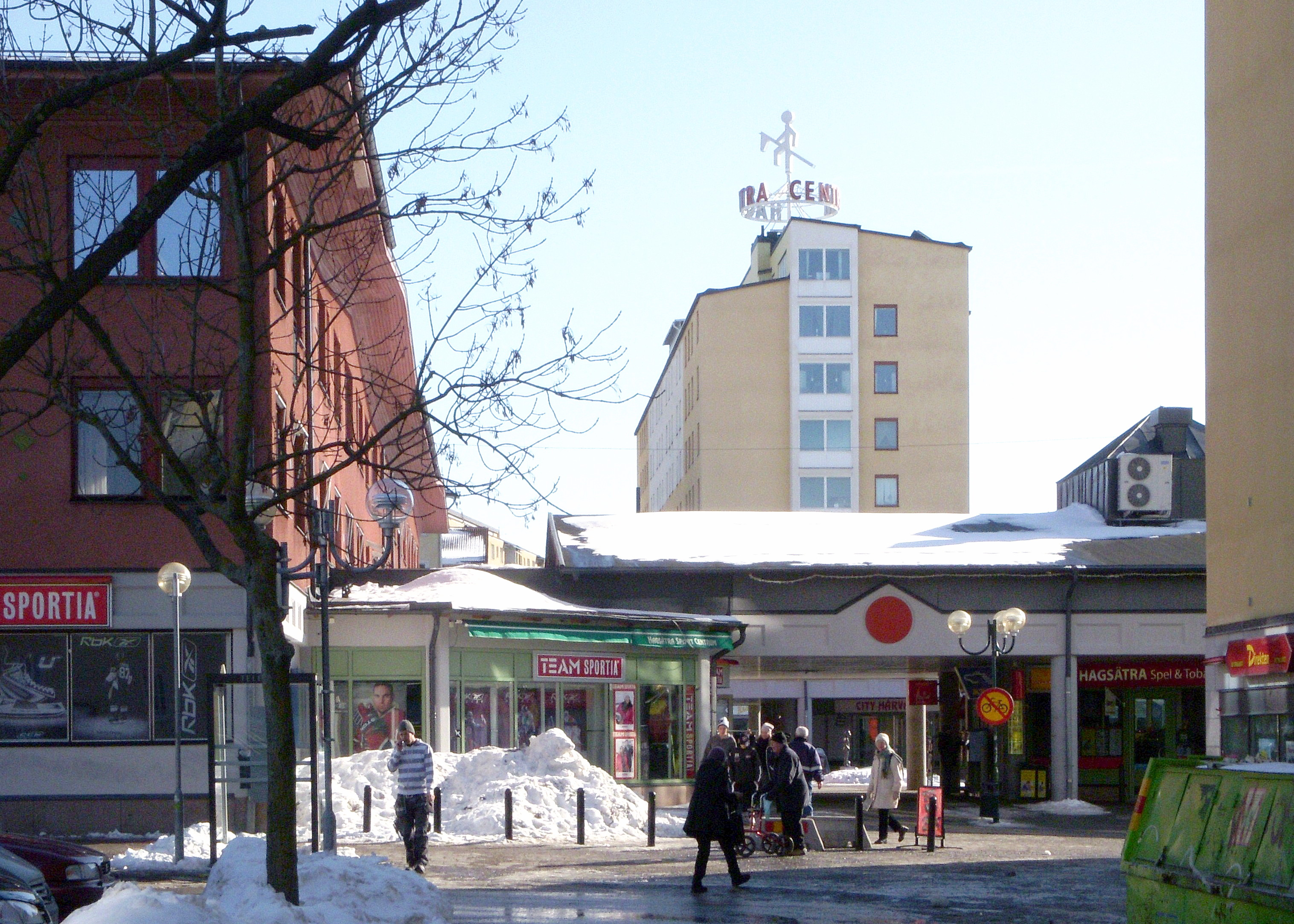
Centre d'Hagsätra.
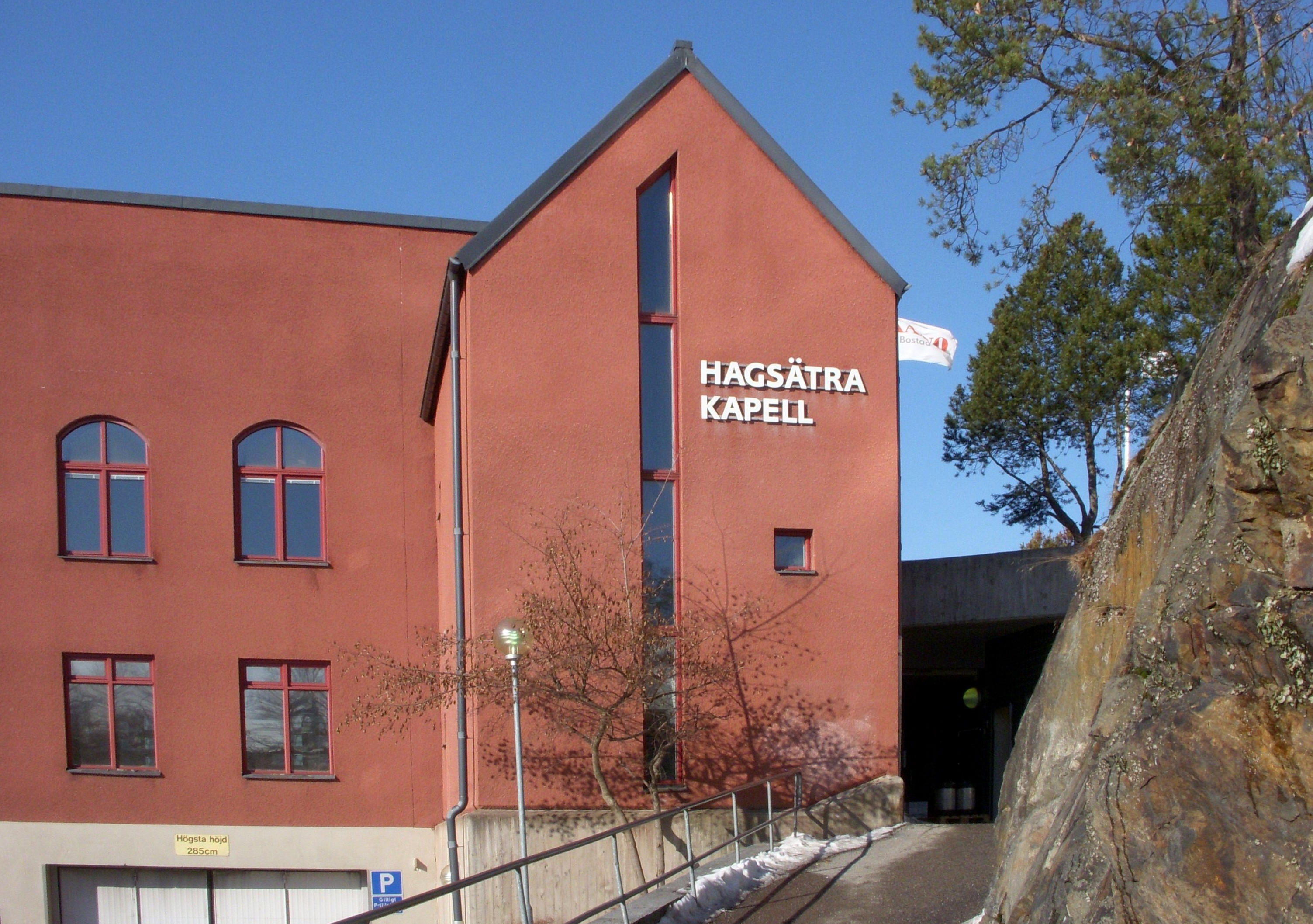
Chapelle d'Hagsätra.
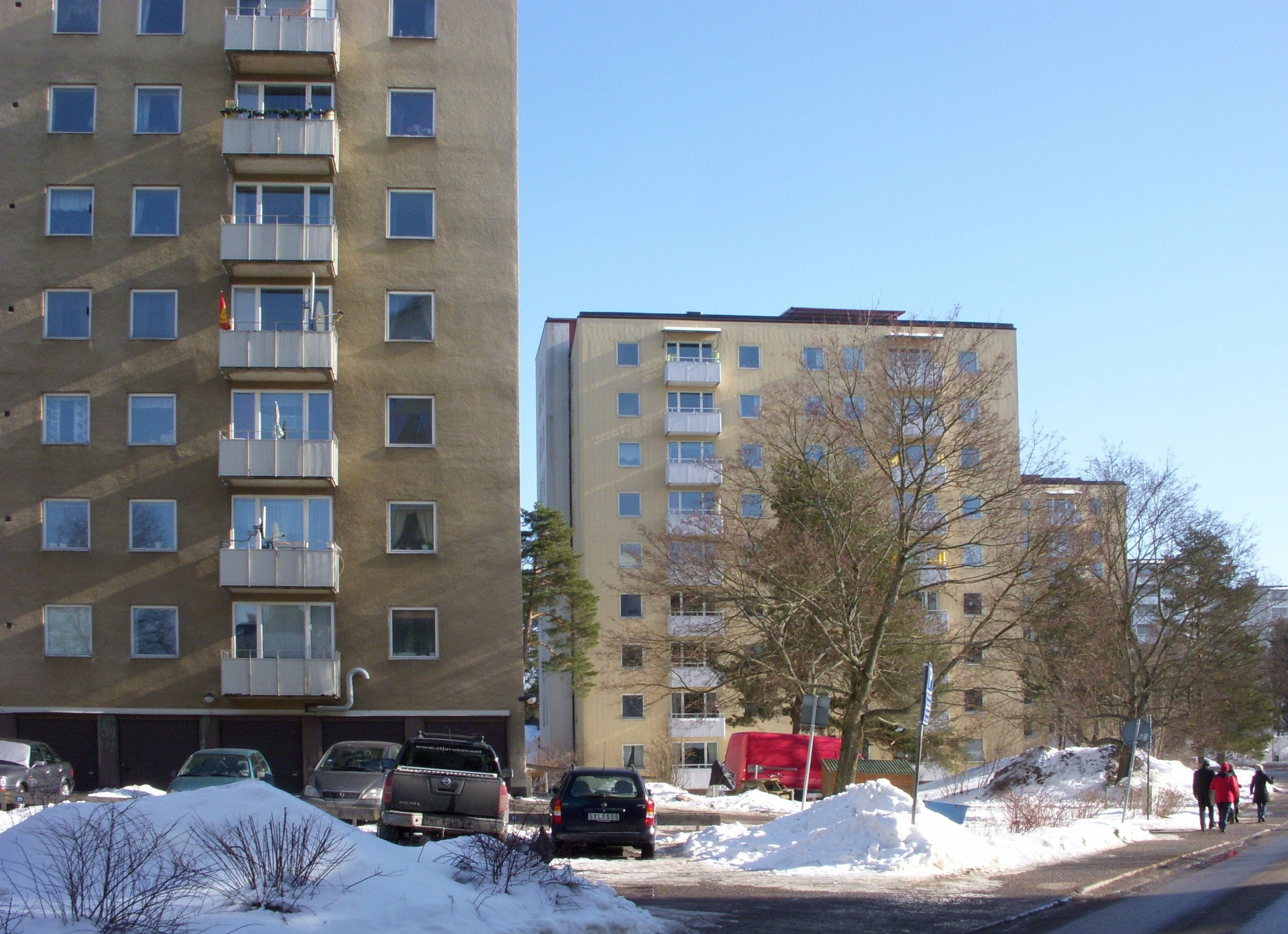
Vintrosagatan.